# 마하장가

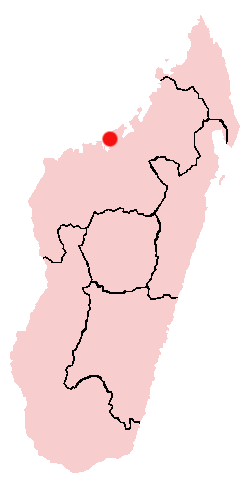
마하징가 주의 위치

마하장가(말라가시어: Mahajanga, 프랑스어: Majunga 마중가[*])는 마다가스카르 북서부 연안에 위치한 도시이다.

## 개요
마하장가는 보에니 구의 행정 중심지이며 마하장가 주의 주도이다.(마하장가 지구와 구분하기 위해 마하장가 I로 표기한다.) 전체 인구는 135,660명(2001년)으로 추산된다. 토아마시나(Toamasina) 다음으로 마다가스카르에서 가장 중요한 항구이다.
해양 터미널은 컨테이너선과 작은 일반적인 화물선(총 150톤)만 수용하는 이유는 부두의 제한된 수심 때문에 오직 소형 배들만 터미널에 호출할 수가 있기 때문이다. 바지선에서부터 흘수가 깊은 배와 화물을 터미널까지 운송하여 정박한다.
2006년 12월 중에 굉장한 사이클론으로 인해 물이 흐르는 칸막이가 손상되고 터미널 포장 블록이 아래에서부터 터졌다. 그 후에 육지로 메웠지만 그 결과로 터미널에서 저장 공간 사용이 감소되어 비효율적인 작업 환경이 조성되었다. 이 곳의 최대 규모의 컨테이너 수출품은 냉동 새우이다. 지리상으로는 베시보카 강(Betsiboka River)과 봄베토카 만(Bombetoka Bay) 사이에 위치해 있으며, 코모로(Comoros)와 마요트(Mayotte)를 운항하는 국제공항이 있다.
주도에는 마다가스카르 사람의 수와 거의 동일한 무슬림인 코모로 이주민들이 살고 있었는데, 그들은 1977년에 민족적인 불안한 상황과 폭동으로 대부분이 본국으로 송환되었다. 2006년 12월에 불어온 사이클론이 주도의 일부 건물이나 해안 근처에 위치한 항구 시설이 상당한 피해를 입었다.

## 기후
| 마하장가 (1991년~2020년)의 기후                   | 마하장가 (1991년~2020년)의 기후 | 마하장가 (1991년~2020년)의 기후 | 마하장가 (1991년~2020년)의 기후 | 마하장가 (1991년~2020년)의 기후 | 마하장가 (1991년~2020년)의 기후 | 마하장가 (1991년~2020년)의 기후 | 마하장가 (1991년~2020년)의 기후 | 마하장가 (1991년~2020년)의 기후 | 마하장가 (1991년~2020년)의 기후 | 마하장가 (1991년~2020년)의 기후 | 마하장가 (1991년~2020년)의 기후 | 마하장가 (1991년~2020년)의 기후 | 마하장가 (1991년~2020년)의 기후 |
| 월                                                | 1월                             | 2월                             | 3월                             | 4월                             | 5월                             | 6월                             | 7월                             | 8월                             | 9월                             | 10월                            | 11월                            | 12월                            | 연간                            |
| ------------------------------------------------- | ------------------------------- | ------------------------------- | ------------------------------- | ------------------------------- | ------------------------------- | ------------------------------- | ------------------------------- | ------------------------------- | ------------------------------- | ------------------------------- | ------------------------------- | ------------------------------- | ------------------------------- |
| 역대 최고 기온 °C (°F)                            | 36.4 (97.5)                     | 35.2 (95.4)                     | 37.0 (98.6)                     | 37.7 (99.9)                     | 36.2 (97.2)                     | 35.0 (95.0)                     | 34.0 (93.2)                     | 35.3 (95.5)                     | 37.0 (98.6)                     | 39.2 (102.6)                    | 38.0 (100.4)                    | 38.0 (100.4)                    | 39.2 (102.6)                    |
| 일평균 최고 기온 °C (°F)                          | 31.4 (88.5)                     | 31.5 (88.7)                     | 32.6 (90.7)                     | 33.3 (91.9)                     | 32.7 (90.9)                     | 31.6 (88.9)                     | 31.2 (88.2)                     | 31.9 (89.4)                     | 32.7 (90.9)                     | 33.3 (91.9)                     | 33.2 (91.8)                     | 32.3 (90.1)                     | 32.3 (90.2)                     |
| 일일 평균 기온 °C (°F)                            | 27.9 (82.2)                     | 27.9 (82.2)                     | 28.4 (83.1)                     | 28.4 (83.1)                     | 27.1 (80.8)                     | 25.5 (77.9)                     | 25.0 (77.0)                     | 25.5 (77.9)                     | 26.6 (79.9)                     | 27.9 (82.2)                     | 28.7 (83.7)                     | 28.4 (83.1)                     | 27.3 (81.1)                     |
| 일평균 최저 기온 °C (°F)                          | 24.3 (75.7)                     | 24.3 (75.7)                     | 24.3 (75.7)                     | 23.5 (74.3)                     | 21.6 (70.9)                     | 19.5 (67.1)                     | 18.7 (65.7)                     | 19.2 (66.6)                     | 20.5 (68.9)                     | 22.5 (72.5)                     | 24.1 (75.4)                     | 24.5 (76.1)                     | 22.2 (72.0)                     |
| 역대 최저 기온 °C (°F)                            | 19.6 (67.3)                     | 20.0 (68.0)                     | 20.3 (68.5)                     | 19.3 (66.7)                     | 16.3 (61.3)                     | 15.2 (59.4)                     | 12.6 (54.7)                     | 14.0 (57.2)                     | 15.7 (60.3)                     | 16.4 (61.5)                     | 19.7 (67.5)                     | 19.5 (67.1)                     | 12.6 (54.7)                     |
| 평균 강수량 mm (인치)                             | 485.8 (19.13)                   | 328.7 (12.94)                   | 186.8 (7.35)                    | 48.8 (1.92)                     | 4.1 (0.16)                      | 1.1 (0.04)                      | 1.0 (0.04)                      | 2.1 (0.08)                      | 2.0 (0.08)                      | 15.5 (0.61)                     | 101.9 (4.01)                    | 198.1 (7.80)                    | 1,375.7 (54.16)                 |
| 평균 강수일수 (≥ 1.0 mm)                          | 18.4                            | 15.7                            | 10.5                            | 3.1                             | 0.5                             | 0.2                             | 0.2                             | 0.2                             | 0.3                             | 1.8                             | 5.2                             | 11.8                            | 67.9                            |
| 평균 상대 습도 (%)                                | 82                              | 83                              | 81                              | 73                              | 67                              | 64                              | 62                              | 60                              | 63                              | 66                              | 72                              | 80                              | 71                              |
| 평균 월간 일조시간                                | 209.0                           | 184.9                           | 244.8                           | 269.9                           | 294.9                           | 282.9                           | 291.5                           | 303.1                           | 307.0                           | 319.7                           | 288.2                           | 227.3                           | 3,223.2                         |
| 출처 1: 미국 해양대기청 (상대습도: 1961년~1990년) |                                 |                                 |                                 |                                 |                                 |                                 |                                 |                                 |                                 |                                 |                                 |                                 |                                 |
| 출처 2: Weltwetter Spiegel Online (상대습도)      |                                 |                                 |                                 |                                 |                                 |                                 |                                 |                                 |                                 |                                 |                                 |                                 |                                 |

## 구
마하장가 구의 전체 인구는 46,790명(2001년)으로 추산된다. (마하장가 주도와 구분하기 위해 마하장가 II로 표기한다.)

## 같이 보기
- 마하장가 주